# Андреюк, Серафим Антонович
Серафим Антонович Андреюк (бел. Серафім Антонавіч Андраюк; 10 марта 1933, Гределе, Белостокское воеводство — 4 апреля 2022, Минск) — советский и белорусский критик и литературовед. Кандидат филологических наук (1966). Член СП СССР (с 1972 г.). Один из авторов «Истории белорусской советской литературы» (1977). Лауреат Премии СП БССР имени И. Мележа (1984) за книгу «Жыць чалавекам». Заслуженный работник культуры Республики Беларусь (1994).

## Биография
Родился в крестьянской семье. В 1945 г. вместе с родителями переехал в д. Бербаши Кореличского района Гродненской области. Окончил отделение белорусского языка и литературы филологического факультета БГУ в 1957. Работал преподавателем в Кривоносовской средней школе Стародорожского района Минской обл. В 1965 г. окончил аспирантуру при Институте литературы имени Янки Купалы АН БССР. В 1966—1981 — научный сотрудник этого института. В 1981—1993 годах — главный редактор, в 1993—1996 годах директор издательства «Художественная литература». Кандидат филологических наук. Член СП СССР (с 1972). Жил в Минске.

## Научная деятельность
Дебютировал в печати как критик и литературовед с 1964 г. Печатал рецензии и статьи по вопросам истории белорусской советской литературы и современного литературного процесса. Издал монографии «Жыццё. Літаратура. Героі» (1973), «Традыцыі і сучаснасць» (1981), сборники критических статей «Вывяраючы жыццём» (1976), «Жыць чалавекам» (1983), очерк творчества И. Пташникова «Чалавек на зямлі» (1988), книгу «Стыль пісьменніка» (1974). Один из авторов «Истории белорусской советской литературы» (1977).
Лауреат Литературной премии СП БССР имени И. Мележа (1984) за книгу «Жить человеком».